# Deshnoke
Deśanoka (in hindī देशनोक), anglizzato in Deshnoke o Deshnok, è una suddivisione dell'India, classificata come municipality, di 15.791 abitanti, situata nel distretto di Bikaner, nello stato federato del Rajasthan. In base al numero di abitanti la città rientra nella classe IV (da 10.000 a 19.999 persone).

## Geografia fisica
La città è situata a 27° 48' 0 N e 73° 20' 60 E e ha un'altitudine di 264 m s.l.m..

## Società

### Evoluzione demografica
Al censimento del 2001 la popolazione di Deshnoke assommava a 15.791 persone, delle quali 8.077 maschi e 7.714 femmine. I bambini di età inferiore o uguale ai sei anni assommavano a 2.973, dei quali 1.528 maschi e 1.445 femmine. Infine, coloro che erano in grado di saper almeno leggere e scrivere erano 8.044, dei quali 4.845 maschi e 3.199 femmine.

## Edifici religiosi
Vi si trova il Tempio di Karaṇī Mātā (noto anche come Tempio dei Ratti) oggetto di pellegrinaggi da tutta l'India.